# 麥克里迪鎮區 (密蘇里州卡勒韋縣)
麥克里迪鎮區（英語：McCredie Township）是位於美國密蘇里州卡勒韋縣的一個行政鎮區。

## 地方資料
麥克里迪鎮區的面積為101.91平方千米，當中陸地面積為101.34平方千米，而水域面積為0.57平方千米。根據2020年美國人口普查的數據，當地共有人口628人，而人口密度為每平方千米6.16人。